# Yves Robert (musicien)
Pour les articles homonymes, voir Yves Robert et Robert.
 (août 2017).
Si vous disposez d'ouvrages ou d'articles de référence ou si vous connaissez des sites web de qualité traitant du thème abordé ici, merci de compléter l'article en donnant les références utiles à sa vérifiabilité et en les liant à la section « Notes et références ».
Yves Robert, né le 17 janvier 1958 à Chamalières, est un tromboniste et compositeur de jazz français.

## Biographie
Yves Robert étudie pendant neuf ans la flûte et le trombone au conservatoire de Vichy, puis aborde la vie de musicien pendant ses études supérieures d'agronomie à Nancy en jouant du jazz dixieland, quelquefois avec son frère Guy.
Il poursuit son chemin dans la musique en passant par différentes phases (hard bop à Lyon, free jazz à Nancy) avant de rejoindre l'ARFI à Lyon en 1978, puis le GRIM à Marseille, en 1983. Il fait alors la rencontre de nombreux autres musiciens, participe à des projets musicaux, ateliers pédagogiques, concerts, etc. La liste de ses collaborations est très longue : Jean-Marc Montera, Gérard Siracusa, Chris McGregor, François Jeanneau, Louis Sclavis, Didier Levallet, Gérard Marais, Sylvain Kassap, Steve Lacy, Michel Portal, Henri Texier, Jean-Jacques Avenel, Daunik Lazro, Siegfried Kessler, Barry Altschul, Claude Barthélemy, Daniel Humair, Joëlle Léandre, Derek Bailey et bien d'autres encore.
En 1988, il entame un travail en trio avec Bruno Chevillon et Aaron Scott, puis collabore à partir de 1990 avec Philippe Deschepper, Claude Tchamitchian, Xavier Desandre Navarre et Alfred Spirli.